# Abschnittsbefestigung Mellaberg

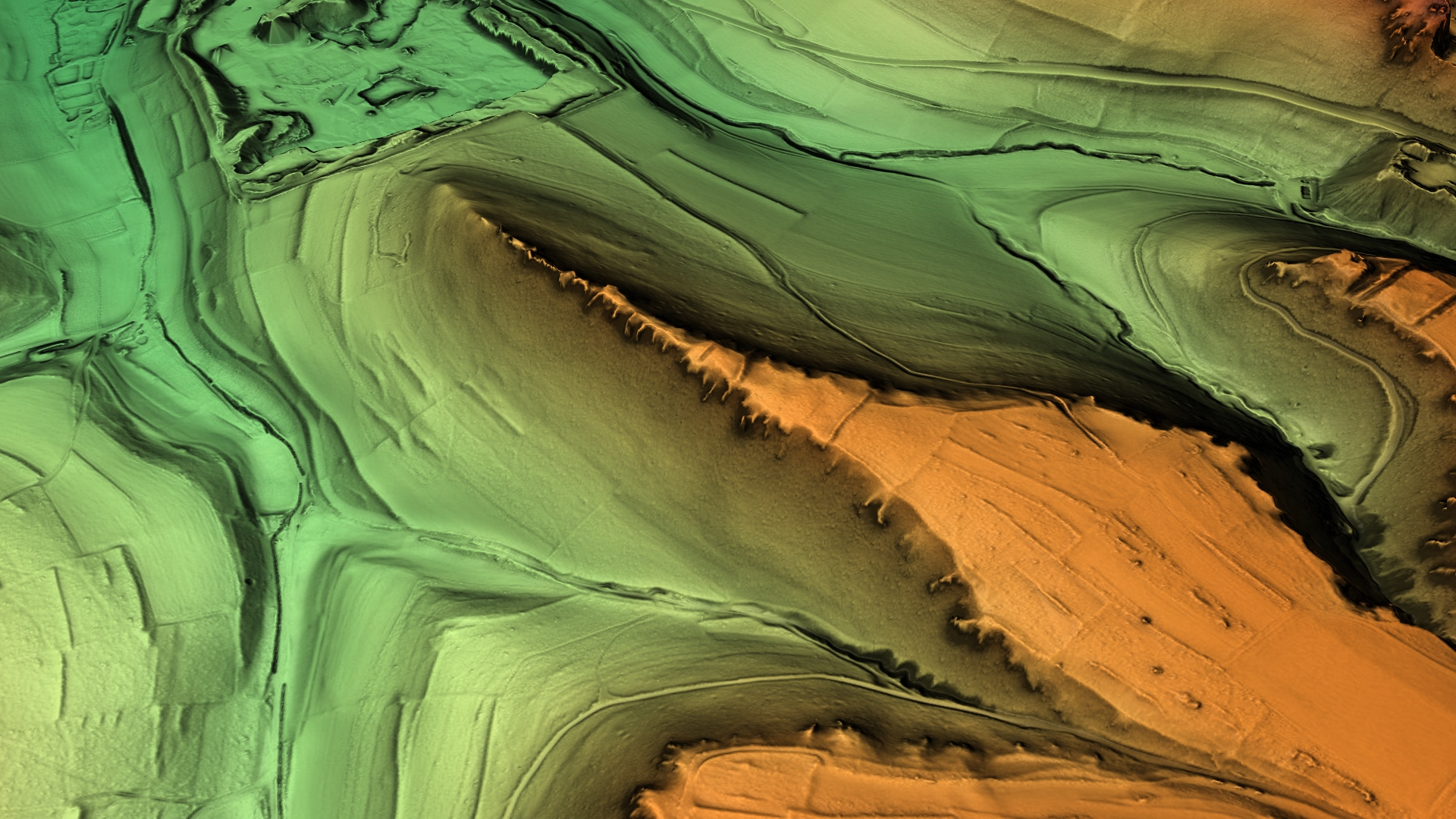
3D-Ansicht des digitalen Geländemodells

Die Abschnittsbefestigung Mellaberg ist eine abgegangene vor- und frühgeschichtliche sowie frühmittelalterliche Befestigungsanlage auf dem Mellenberg, einem sehr langen und schmalen Bergsporn über dem Zusammenfluss der beiden Quellbäche des Kaiderbaches. Sie befindet sich etwa 1300 Meter westnordwestlich der katholischen Filialkirche Maria Rosenkranzkönigin in Kümmersreuth in der Gemeinde Bad Staffelstein im oberfränkischen Landkreis Lichtenfels in Bayern, Deutschland. Über diese Abschnittsbefestigung sind keine geschichtlichen oder archäologischen Informationen bekannt. Auf Grund des unterschiedlichen Zustandes der einzelnen Abschnittswälle wird davon ausgegangen, dass es sich um eine ursprünglich vorgeschichtliche Anlage handelte, die während des Frühmittelalters erneut befestigt und bewohnt wurde. Erhalten hat sich von der Anlage eine vierfach hintereinander gestaffelte Abschnittsbefestigung, die Stelle ist als Bodendenkmal Nummer D-4-5932-0067: Abschnittsbefestigung der Vorgeschichte und des Frühmittelalters geschützt.

## Beschreibung
Die 230 Meter lange und maximal 65 Meter breite Befestigung befindet sich auf 490,5 m ü. NN Höhe und damit rund 100 Höhenmeter über dem Talgrund des Kaiderbaches auf einem nach Nordnordwesten gerichteten Bergsporn des Mellenberges. Dieser etwa einen Kilometer lange Sporn fällt an drei Seiten sehr steil ab, im Südwesten zu einem tief eingeschnittenen Tal, an der Nordostseite zum Bachtal des Kümmersreuther Grabens sowie einem Trockental und seine Spitze in den Zwickel der beiden zusammenfließenden Bäche. Allerdings ist das untere Ende des Bergspornes inzwischen durch einen Steinbruch abgebaut worden. Die einzige gefährdete Seite im Südsüdosten geht leicht ansteigend in eine Jura-Hochfläche über und musste deshalb besonders geschützt werden. Zu diesem Zweck befindet sich an dieser Seite ein vierfach hintereinander gestaffeltes Wallgraben-System, das aus verschiedenen Zeitperioden stammt.
Die äußerste Befestigung bildet ein quer über den Bergsporn verlaufender, 65 Meter langer Abschnittswall, der mit beiden Enden am Steilhang ausläuft. Ihm war früher ein Graben an der Außenseite vorgelegt. Dieser ist heute allerdings größtenteils verebnet, nur im Nordabschnitt ist er noch als flache Mulde erhalten. Der Wall besteht aus Steinen und Erde und ist innen noch rund 0,6 Meter hoch. Die Sprunghöhe, also die Höhendifferenz zwischen Wallkamm und Grabensohle, beträgt bis zu 1,2 Meter. Der Graben ist noch acht Meter breit. Dieser äußeren Befestigung folgt 72 Meter nordnordwestlich der zweite Abschnittswall. Dieser verläuft von Nord nach Süd, und damit schräg über den Sporn. Er ist noch kräftig ausgeprägt, besteht ebenfalls aus Steingeröll und Erde, und ist 35 Meter lang. Er ist noch bis zu 1,75 Meter hoch und rund zehn Meter breit. Eine äußere, 18 Meter breite Mulde entstand wohl durch die Materialentnahme beim Aufschütten des Walles. Dem zweiten Wall folgt nach 22 Metern die dritte Abschnittsbefestigung. Sie war ebenfalls als Wall-Graben-System angelegt und ist wie der äußerste Abschnittswall nur schlecht erhalten. Seine Höhe beträgt nur noch 0,2 Meter, der vorgelegte Graben ist von außen gemessen 0,7 Meter tief, die Höhendifferenz beträgt daher noch 0,9 Meter. Weitere 80 Meter nordnordwestlich folgt die vierte und letzte Befestigungslinie. Der Bergsporn ist an dieser Stelle nur noch 15 Meter breit. Die Befestigung besteht nur aus einem bis zu 2,5 Meter tiefen und 12 Meter breiten Graben. An den Längsseiten des Bergspornes lassen sich keine Befestigungsspuren feststellen, dort war wohl wegen des steilen Abfall des Geländes kein weiterer Schutz nötig.
Der unterschiedlich gute Erhaltungszustand der einzelnen Befestigungslinien legt es nahe, dass es sich um zwei Anlagen aus verschiedenen Perioden handelt, die sich auf dem Sporn überlagern. Die erste Befestigung des Spornes geschah während der Vorzeit. Der äußerste und der dritte Wallgraben, die beide nicht sehr gut erhalten sind und deshalb älter sein dürften, gehörten zu dieser Anlage. Während des Frühmittelalters wurde ein etwas kleinerer Teil des Spornes erneut befestigt. Dazu wurde zwischen den beiden vorgeschichtlichen Wallgräben ein neuer, zweiter Abschnittswall mit Graben angelegt. Zusätzlich hob man auch den Graben vor der Spornspitze aus. Zu dieser Zeit wurde wohl das Gelände an der Spornspitze vor dem Graben als Wohnfläche genutzt.